# Усть-Уда
Усть-Уда — посёлок (в 1962—2019 гг. — посёлок городского типа) в Иркутской области России.
Административный центр Усть-Удинского района. Образует сельское поселение (в 2006—2019 годах — городское поселение) Усть-Удинское муниципальное образование.

## История
Населённый пункт основан в 1962 году для размещения населения, эвакуированного при заполнении Братского водохранилища. Название унаследовал от затопленной деревни, которая в свою очередь получила название от реки Уда
С 1962 года до 2019 года Усть-Уда имела статус посёлка городского типа

## Население
| 1959  | 1970  | 1979  | 1989  | 2002  | 2009  | 2010  |
| ----- | ----- | ----- | ----- | ----- | ----- | ----- |
| 3127  | ↗4779 | ↘4596 | ↗5190 | ↗5307 | ↗5500 | ↘5173 |
| 2011  | 2012  | 2013  | 2014  | 2015  | 2016  | 2017  |
| ↗5174 | ↗5192 | ↗5201 | ↘5193 | ↘5191 | ↘5162 | ↘5144 |
| 2021  |       |       |       |       |       |       |
| ↘4918 |       |       |       |       |       |       |

## Культура
- Усть-Удинский районный краеведческий музей[20]
- Музей истории школы п. Усть-Уда[20]

## СМИ
- Газета «Усть-Удинские вести»[21]

## Достопримечательности
- Храм Богоявления[22]

## Известные уроженцы
- Распутин, Валентин Григорьевич — один из представителей «деревенской прозы».